# Желязкув (гміна)
Гміна Желязкув (пол. Gmina Żelazków) — сільська гміна у північно-західній Польщі. Належить до Каліського повіту Великопольського воєводства.
Станом на 31 грудня 2011 у гміні проживало 9278 осіб.

## Територія
Згідно з даними за 2007 рік площа гміни становила 113.57 км², у тому числі:
- орні землі: 85.00%
- ліси: 8.00%

Таким чином, площа гміни становить 9.79% площі повіту.

## Населення
Станом на 31 грудня 2011:
| Опис     | Загалом | Загалом | Чоловіки | Чоловіки | Жінки | Жінки |
| -------- | ------- | ------- | -------- | -------- | ----- | ----- |
| одиниця  | осіб    | %       | осіб     | %        | осіб  | %     |
| все      | 9278    | 100     | 4541     | 48.94    | 4737  | 51.06 |
| міське   | 0       | 100     | 0        |          | 0     |       |
| сільське | 9278    | 100     | 4541     | 48.94    | 4737  | 51.06 |

## Сусідні гміни
Гміна Желязкув межує з такими гмінами: Блізанув, Мицелін, Опатувек, Ставішин, Гміна Цекув-Кольонія.